# 聯邦大廈 (渥太華)
聯邦大廈（英語：Confederation Building）是加拿大安大略省渥太華的一座辦公樓宇，位於國會大廈以西的銀行街夾威靈頓街處，通常被認為是國會山莊的一部分。
該建築最初容納多個政府部門的工作人員，其中農業部是最大的租戶。目前其為公務員以及一些國會議員及部長的住所。許多保守黨、自由黨及新民主黨議員以及一些初級內閣成員都在此處設有辦事處。
1988年，該建築獲加拿大聯邦政府指定為聯邦遺產建築。

## 外部連結
- Thomas W. Fuller, Chief Dominion Architect 1927-1936 （页面存档备份，存于）

45°25′19″N 75°42′10″W / 45.421905°N 75.702871°W